# Blandfordiaceae
Blandfordiaceae is een botanische naam, voor een familie van eenzaadlobbige planten. Een familie onder deze naam wordt door slechts weinig systemen van plantentaxonomie erkend, maar wel door het APG-systeem (1998) en het APG II-systeem (2003).
De familie bestaat uit slechts enkele soorten in één genus, dat voorkomt in het oosten van Australië.